# Planinski dom na Kališču
A Planinski dom na Kališču (magyarul kb. kališčei hegyi ház) egy 1534 méteren fekvő hegyi pihenőhely a szlovéniai Alpokban. A Bašelj délkeleti gerincén áll, a Kališče hegy fölött. Régebben  Dom Kokrškega odreda (kb. Kokrai Brigád Otthona) volt a neve. 1959. augusztus 2-án nyitották meg, a Kranji Hegymászó Szövetség 60 éves évfordulójára. A ház nyitva van a nyári csúcsszezonon kívül is szombaton, vasárnap és ünnepekkor. Itt székel a Kališče Kedvelőinek Klubja (Klub ljubiteljev Kališča – KLJUKA) is. Tagjai szervezik többek között a hagyományos "6 órás Kališče" versenyt.

## Megközelítése
- 2½h: Preddvor városkából Mače falun keresztül
- 2h: a futárúton Bašeljből (Preddvor)
- 4h: Preddvorból, a Szent Jakab templom mellett
- 3½h: Spodnje Jezerskóból, a Bašelj csúcson (1744 m) keresztül, a Szlovén hegyi ösvény mentén

## Legközelebbi menedékházak
- 4½h: a  Koče na Kriški gori (kb. Kriška gora-i hegyi ház, 1471 m), a Tolsti csúcson keresztül (1715 m)

## Közeli hegycsúcsok
- 1h: Mali Grintovec (1813 m)
- 2h: Srednji vrh (1853 m)
- 1¾h: Storžič (2132 m)
- 2h: Zaplata (1820 m)